# Parodontologie
Parodontologie is een medisch specialisme binnen de tandheelkunde dat zich richt op de steunweefsels van de tanden en kiezen: het kaakbot, het tandvlees en het ligamentum parodontale. Het woord "parodontologie" is afgeleid van de Griekse woorden para (naast), odous (tand) en logos (leer).

## Opleiding
Na het behalen van de universitaire mastertitel tandheelkunde kan een specialistische studie van drie jaar tot tandarts-parodontoloog gevolgd worden. Na het behalen van deze tweede mastertitel wordt de tandarts-parodontoloog in Nederland erkend door de Nederlandse vereniging voor Parodontologie (NvvP).

## Behandeling
In de parodontologie legt men zich toe op het behandelen van tandvleesontsteking (gingivitis) en parodontitis en het corrigeren van defecten na genezing hiervan.
De behandeling kan bestaan uit onder meer:
- scaling & rootplaning (curettage): tandsteen verwijderen onder het tandvlees in de tandvleeszakken (pockets)
- botcorrecties: in geval van problemen rond de tanden
- gingivectomie: verwijderen van stuk tandvlees omwille van bijvoorbeeld de kans op ontsteking of omdat er onregelmatige overgroei is
- flappen: chirurgisch middel om beter te kunnen scalen & rootplanen of om entmaterialen in te steken
- entmaterialen voor furcatieletsels: waar twee of meer wortels samenkomen, kan bot soms afgebroken worden door plaque, vulmaterialen zoals kalfsbot vullen dit op
- recessiebehandeling: teruggetrokken tandvlees kan behandeld worden met bindweefselenten, gesteelde flaptechnieken, of vrije mucosa-enten
- kroonverlenging.

Parodontale behandeling geschiedt volgens het paro-protocol, een vast behandelprotocol.